# NFL 1942
Die NFL-Saison 1942 war die 23. Regular Season der National Football League. Vor der Saison verließen viele Spieler für den Dienst im Zweiten Weltkrieg die Teams, was deren Kader sehr ausdünnte.
Die Chicago Bears beendeten die reguläre Saison mit 11–0 und trafen im Championship Game auf die 10–1 stehenden Washington Redskins. Washington, die mit 0:73 im NFL Championship Game von 1940 von Chicago geschlagen wurden, hatten durch den 14:6-Sieg die Hoffnung der Bears auf eine Perfekte Saison zunichtegemacht.

## Wichtige Regeländerungen
- Die Benutzung von Flaggen auf flexiblen Stangen zur Markierung der Schnittpunkte der Goallines und Seitenlinie (Vorgänger der Pylonen) wurde verpflichtend.
- Eine Klarstellung der Abseitsregel wurde hinzugefügt: Der Center oder Long Snapper ist nicht im Abseits, es sei denn, ein Teil seines Körpers ist vor der Line der Defensive des Gegners.
- Eine Halbzeit kann nicht mit einem Doppelfoul enden. Stattdessen wird die Halbzeit um einen Spielzug ohne Zeitbegrenzung verlängert.
- Abnehmbare Kicking Tees sind verboten.
- Wenn ein Encroachment oder False Start ein Abseits des anderen Teams verursacht, wird nur das verursachende Foul bestraft.
- Ein Vorwärtspass, der zuerst von einem nicht berechtigten Passfänger berührt wird, kann intercepted werden.
- Wenn das Offensive Team eine Pass-Behinderung in der gegnerischen Endzone bekommt, handelt es sich um ein automatisches Touchback.

## NFL Draft
Der NFL Draft von 1942 wurde am 22. Dezember 1941 im Chicago's Palmer House Hotel veranstaltet. Mit dem ersten Pick wurde von den Pittsburgh Steelers der Runningback Bill Dudley von der University of Virginia ausgewählt.

## Tabellenendstände
| Eastern Division    | Eastern Division | Eastern Division | Eastern Division | Eastern Division | Eastern Division | Eastern Division |
| Team                | S                | N                | U                | SQ 1             | P+               | P−               |
| ------------------- | ---------------- | ---------------- | ---------------- | ---------------- | ---------------- | ---------------- |
| Washington Redskins | 10               | 1                | 0                | 0,909            | 227              | 102              |
| Pittsburgh Steelers | 7                | 4                | 0                | 0,636            | 167              | 119              |
| New York Giants     | 5                | 5                | 1                | 0,500            | 155              | 139              |
| Brooklyn Dodgers    | 3                | 8                | 0                | 0,273            | 100              | 168              |
| Philadelphia Eagles | 2                | 9                | 0                | 0,182            | 134              | 239              |

| Western Division  | Western Division | Western Division | Western Division | Western Division | Western Division | Western Division |
| Team              | S                | N                | U                | SQ 1             | P+               | P−               |
| ----------------- | ---------------- | ---------------- | ---------------- | ---------------- | ---------------- | ---------------- |
| Chicago Bears     | 11               | 0                | 0                | 1,000            | 376              | 84               |
| Green Bay Packers | 8                | 2                | 1                | 0,800            | 300              | 215              |
| Cleveland Rams    | 5                | 6                | 0                | 0,455            | 150              | 207              |
| Chicago Cardinals | 3                | 8                | 0                | 0,273            | 98               | 209              |
| Detroit Lions     | 0                | 11               | 0                | 0,000            | 38               | 263              |

## NFL Championship Game
Das NFL Championship Spiel fand am 13. Dezember 1942 im Griffith Stadium, Washington, D.C., statt. Das Spiel sahen im ausverkauften Stadion rund 36.000 Zuschauer.
|                     | 1 | 2 | 3 | 4 | Gesamt |
| ------------------- | - | - | - | - | ------ |
| Washington Redskins | 0 | 7 | 7 | 0 | 14     |
| Chicago Bears       | 0 | 6 | 0 | 0 | 6      |

## All-Star Game
Das National Football League All-Star Game von 1942 fand am 27. Dezember 1942 im Shibe Park, Philadelphia statt. Es war das fünfte All-Star-Game, dass die Liga veranstaltete. In dem Spiel stellten sich die Washington Redskins, Champion der abgelaufenen Saison, gegen ein Team von All-Stars. Die All-Stars besiegten dabei die Redskins mit 17:14.
|                     | 1 | 2 | 3  | 4 | Gesamt |
| ------------------- | - | - | -- | - | ------ |
| Washington Redskins | 7 | 0 | 7  | 0 | 14     |
| NFL All-stars       | 0 | 0 | 14 | 3 | 17     |

## Awards
Joe F. Carr Trophy (Most Valuable Player):
Don Hutson, Wide Receiver, Green Bay

## Saisonbestleistungen
| Statistik       | Name         | Team       | Wert  |
| --------------- | ------------ | ---------- | ----- |
| gepasste Yards  | Cecil Isbell | Green Bay  | 2.021 |
| erlaufene Yards | Bill Dudley  | Pittsburgh | 696   |
| gefangene Yards | Don Hutson   | Green Bay  | 1.211 |

## Chef-Trainer

### Eastern Division
- Brooklyn Dodgers: Mike Getto
- New York Giants: Steve Owen
- Philadelphia Eagles: Greasy Neale
- Pittsburgh Steelers: Walt Kiesling
- Washington Redskins: Ray Flaherty

### Western Division
- Chicago Bears: Heartley Anderson und Luke Johnsos (gemeinsame Cheftrainer)
- Chicago Cardinals: Jimmy Conzelman
- Cleveland Rams: Dutch Clark
- Detroit Lions: Bill Edwards (3 Spiele) und John Karcis (8 Spiele)
- Green Bay Packers: Curly Lambeau